# Dexketoprofeno
El dexketoprofeno es un fármaco perteneciente a la familia de los AINEs (antiinflamatorio no esteroideo con acción analgésica). Está indicado en el tratamiento sintomático del dolor agudo de diversa etiología. También es conocido como Dexketoprofeno Trometamol. En la práctica, es un fármaco similar al Ibuprofeno pero con la posibilidad de poder administrarlo vía intravenosa.

## Historia
Menarini desarrolló, investigó y actualmente fabrica dexketoprofeno. Es uno de los laboratorios farmacéuticos que lo comercializa desde 1996, en Europa con el nombre de Enantyum, y en México con el nombre de Stadium o Keral. Actualmente (2018) el laboratorio Silanes en México lanzó Velian en solución oral. En Guatemala se encuentra disponible en distintas presentaciones (Comprimidos, viales bebibles e inyectable) bajo el nombre de Vantop® de laboratorios Donovan Werke Internacional.

## Mecanismo de acción
Al igual que los demás AINEs, el dexketoprofeno ejerce su acción antiinflamatoria y analgésica a través de la inhibición de la síntesis de las prostaglandinas, esto lo logra al inhibir las enzimas ciclo-oxigenasa-1 (COX-1) y ciclo-oxigenasa-2 (COX-2).

## Contraindicaciones
No debe administrarse en casos de: 
- hipersensibilidad a dexketoprofeno y a cualquier otro AINE
- pacientes con úlcera gastrointestinal
- enfermedad de Crohn
- trastornos hemorrágicos y de la coagulación o si se están tomando anticoagulantes
- asma
- insuficiencia cardíaca
- insuficiencia renal moderada a severa
- insuficiencia hepática grave
- embarazo
- lactancia
- personas que padezcan de lupus.

En octubre de 2020, la Administración de Drogas y Alimentos de los EE. UU . (FDA) requirió que la etiqueta del medicamento se actualizara para todos los medicamentos antiinflamatorios no esteroides para describir el riesgo de problemas renales en los bebés por nacer que resultan en un nivel bajo de líquido amniótico. Recomiendan evitar los AINE en mujeres embarazadas a las 20 semanas o más tarde del embarazo.